# Parocneria poenitens
Parocneria poenitens är en fjärilsart som beskrevs av Otto Staudinger 1900. Parocneria poenitens ingår i släktet Parocneria och familjen tofsspinnare. Inga underarter finns listade i Catalogue of Life.